# Gina Lollobrigida
Luigia Lollobrigida (Subiaco, Lacio, 4 de julio de 1927-Roma, 16 de enero de 2023), conocida como Gina Lollobrigida, fue una actriz, fotoperiodista y política italiana. Al momento de su muerte en 2023, se encontraba entre las últimas representantes sobrevivientes del Cine clásico de Hollywood. Actoralmente, logró ser reconocida con varios galardones, entre ellos siete premios David de Donatello (cuatro de ellos honoríficos), un Globo de Oro, siete premios Bambi, un premio del Festival Internacional de Berlín, y una estrella en el Paseo de la fama de Hollywood.
En la década de los cincuenta y principios de los sesenta, logró posicionarse como una de las actrices europeas más conocidas, además de ser los períodos en los que fue considerada como un símbolo sexual internacional. A medida que su carrera cinematográfica se desaceleraba, Lollobrigida estableció una segunda carrera como fotoperiodista. En la década de 1970 logró obtener una primicia cuando se le dio la oportunidad de realizarle una entrevista exclusiva a Fidel Castro.
Lollobrigida mostró su activo apoyo a las causas italianas e italoestadounidenses, en particular a la Fundación Nacional Italiana Americana (NIAF). En 2008, recibió el premio NIAF Lifetime Achievement Award en la Gala de Aniversario de la Fundación. En 2013, vendió su colección de joyas y donó los casi 5 millones de dólares de la venta para beneficiar la investigación de la terapia con células madre.
Lollobrigida era conocida por su costumbre de hablar de sí misma en tercera persona.

## Biografía y carrera

### Infancia
Era una de las cuatro hijas de Giuseppina Mercuri y un fabricante de muebles, Giovanni Lollobrigida; sus hermanas se llamaban Giuliana, Maria y Fernanda. Pasaron su juventud en una pintoresca villa montañosa de Italia. En un bombardeo aliado durante la Segunda Guerra Mundial, el negocio familiar quedó destruido. Concluido el conflicto armado, la familia se trasladó a Roma y allí empezó Gina estudios de canto y de arte (pintura y escultura) gracias a una beca.

### Inicios en el cine
Ya en su adolescencia trabajó como modelo en algunos desfiles de ropa y participó con éxito en diversos concursos de belleza, como en Miss Roma, donde quedó segunda. En 1947 logró la tercera posición en el concurso de Miss Italia, un certamen que hizo historia al reunir a varias futuras estrellas: la ganadora fue Lucia Bosè, el segundo puesto recayó en Gianna Maria Canale, y también Silvana Mangano participó. Eleonora Rossi Drago se quiso presentar, pero fue descalificada porque estaba casada y era madre, condiciones que chocaban con el reglamento del concurso. Este evento fue muy importante para la carrera de Gina Lollobrigida, ya que le dio un renombre que le abrió las puertas del éxito. Ya por esta época empezó a aparecer en filmes en Italia. 
Se rumoreó que, tras ver a Gina en un filme italiano, el excéntrico millonario Howard Hughes voló desde Hollywood en 1947 para verla, pero tal visita no hizo que ella se trasladara a los Estados Unidos: Gina permaneció en Italia, y en 1949 se casó con un médico esloveno llamado Milko Škofič. Con él tuvo su único hijo: Andrea Milko (Milko Škofič Jr.), pero la pareja terminó divorciándose en 1971.

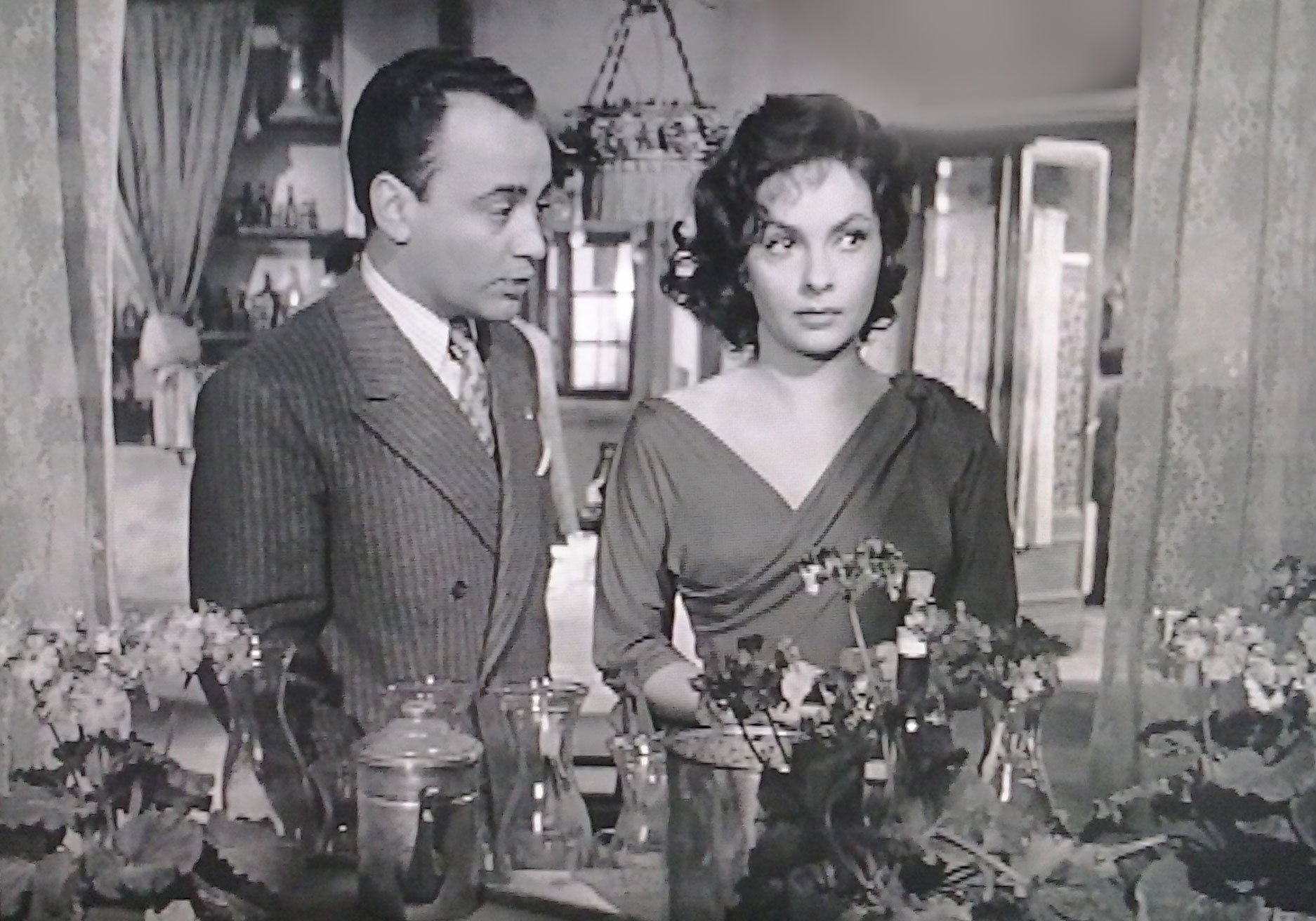
Lollobrigida con Raymond Pellegrin en Woman of Rome (1954).

En 1950 Gina Lollobrigida accedió a viajar a Hollywood con un contrato de siete años firmado con Hughes, quien la acomodó en el hotel Town House de Wilshire Boulevard. Pero ella entonces hablaba muy poco inglés, y al cabo de seis semanas regresó a casa por sentirse «vigilada permanentemente» por él. Hughes la culpó de incumplimiento de contrato e impidió que ella rodase en Estados Unidos para otras productoras, si bien pudo hacerlo en Europa. 
En estos años, Lollobrigida trabajó en filmes italianos de directores como Luigi Zampa y Alberto Lattuada; pero atrajo la atención de los productores de Hollywood gracias a éxitos más taquilleros, como Pan, amor y fantasía de Luigi Comencini (junto a Vittorio de Sica), por el cual fue nominada al premio BAFTA, y Fanfan la Tulipe (1952), de Christian-Jacque (junto a Gerard Philipe).

### Debut en Hollywood
El debut de Gina Lollobrigida en la industria estadounidense fue inmejorable: con un papel relevante en La burla del diablo (Beat the Devil, 1953), filme de John Huston rodado en Italia, donde compartió cartel con Humphrey Bogart y Jennifer Jones. Luego protagonizó la coproducción francoitaliana El gran juego de Robert Siodmak, y Crossed Swords con Errol Flynn, y fue alternando trabajos entre Hollywood e Italia.
A medida que su fama iba creciendo, ganó más seguidores para ser considerada «la mujer más bella del mundo». Esta expresión recayó en ella por doble razón: era el título de una película en la que representó el papel principal, La mujer más guapa del mundo (La donna più bella del mondo, 1955), de Robert Z. Leonard, donde se codeó con Vittorio Gassman. El filme trata de la vida de la vedette, soprano y actriz cinematográfica Lina Cavalieri y curiosamente, Gina pudo desplegar en esta cinta sus dotes como cantante, pues su voz no fue doblada en las escenas musicales, donde llegó a cantar fragmentos de la ópera Tosca. Con este trabajo, ganó el nuevo premio David de Donatello, instituido ese mismo año por la Academia de Cine italiana. Por posteriores filmes ganaría otros dos, aparte de cuatro honoríficos.

### Apogeo en Hollywood
Su etapa de esplendor en el cine duró unos quince años, entre mediados de la década de 1950 y principios de los 70.

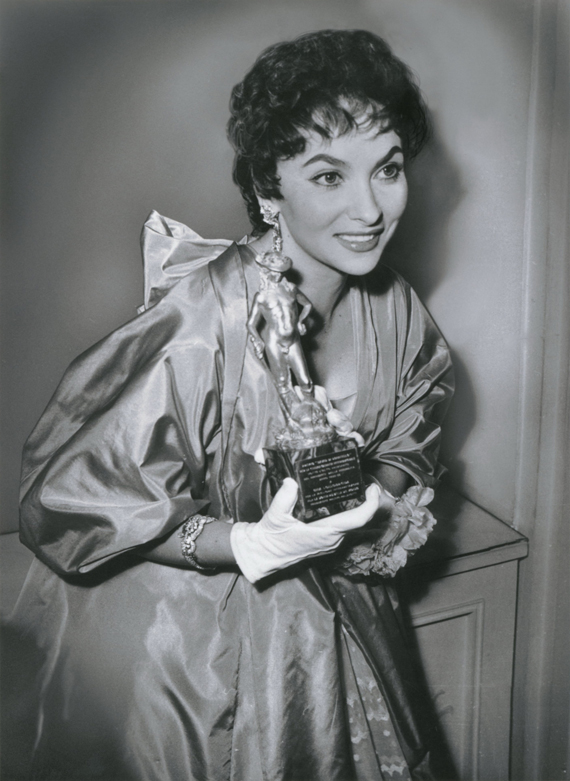
Lollobrigida posando con su Premio David de Donatello a la mejor actriz, recibido en 1956 durante la primera entrega de los mismos.

Hizo una aparición notable en el filme Trapecio (1956) con Burt Lancaster y Tony Curtis, y ese mismo año protagonizó Nuestra Señora de París, adaptación de la popular novela de Victor Hugo sobre El jorobado de Notre Dame. En dicha película encarnó a la bella Esmeralda, mientras que el papel de Quasimodo lo hizo Anthony Quinn.
En 1958 rodó en España la superproducción Salomón y la reina de Saba de King Vidor, un proyecto que se vio afectado por el repentino fallecimiento del protagonista masculino, Tyrone Power. Tras varias semanas de paralización del rodaje, le sustituyó Yul Brynner, teniendo que repetirse las partes ya rodadas por Power, salvo algunas escenas de lejos, que se aprovecharon. La película no incurrió en pérdidas porque la firma Lloyd's of London, con la cual se había suscrito un seguro, respondió pagando 100 000 dólares por cada semana de demora; y tras su estreno Salomón y la reina de Saba alcanzó un notable éxito de taquilla: 12,2 millones recaudados frente a los 5 de presupuesto. 
Los siguientes años fueron de mucha actividad para la actriz. En 1959, trabajó con Frank Sinatra y Paul Henreid en Never So Few (Cuando hierve la sangre), en cuyo rodaje se rumoreó que ella tuvo un affaire con Sinatra, y también rodó La ley con el francés Yves Montand. En 1961 hizo Desnuda frente al mundo, con Anthony Franciosa y Ernest Borgnine, y uno de los más populares filmes, Cuando llegue septiembre (Tuya en septiembre), con Rock Hudson, por el cual ganó el Henrietta Award, premio especial de los Globos de Oro. En 1965 volvió a colaborar con Rock Hudson en Strange Bedfellows (Habitación para dos). En 1962 encarnó a Paulina Bonaparte en Venus imperial (junto a Stephen Boyd), papel con el cual ganó su segundo premio David de Donatello. En 1964 rodó con Sean Connery el thriller Woman of Straw (La mujer de paja), y en 1966 trabajó con Alec Guinness en el filme Hotel Paradiso. En este mismo año interpretó a una prostituta en el filme Cervantes, sobre el famoso escritor español, donde trabajó junto a Horst Buchholz, José Ferrer, Paco Rabal y Fernando Rey bajo dirección de Vincent Sherman.
En 1968, acompañada por Shelley Winters, Phil Silvers y Telly Savalas, representó el papel principal en Buona Sera, Señora Campbell, película cuyo argumento inspiraría décadas después el musical Mamma Mia!, luego llevado al cine.[cita requerida] Con este filme ganó su tercer David de Donatello.
Aunque tuvo un gran éxito en Hollywood, nunca fue candidata a los premios Oscar, pero buena prueba de su popularidad es que fue elegida para entregar a Billy Wilder el premio a la mejor dirección por la película The Apartment en la 33.ª Ceremonia de los Oscar (1961).

### Década de 1970
A principios de los años 70, su carrera fílmica perdió pujanza a pesar de haber rodado dos comedias con Bob Hope y David Niven; e hizo sólo algunas apariciones, en producciones por lo general menores. Estrechó contactos con el cine español: en 1971 rodó un spaghetti western de Eugenio Martín, El hombre de Río Malo, junto a James Mason y Lee van Cleef, y en 1973 No encontré rosas para mi madre, de Rovira-Beleta, junto a Danielle Darrieux. Avanzada la década redujo su actividad en el cine mientras retomaba su faceta como fotógrafa y escultora.
En el ámbito televisivo, en 1972 participó como el Hada Azul en la serie Las aventuras de Pinocho, dirigida por Luigi Comencini.

### Actividad artística: fotografía y escultura

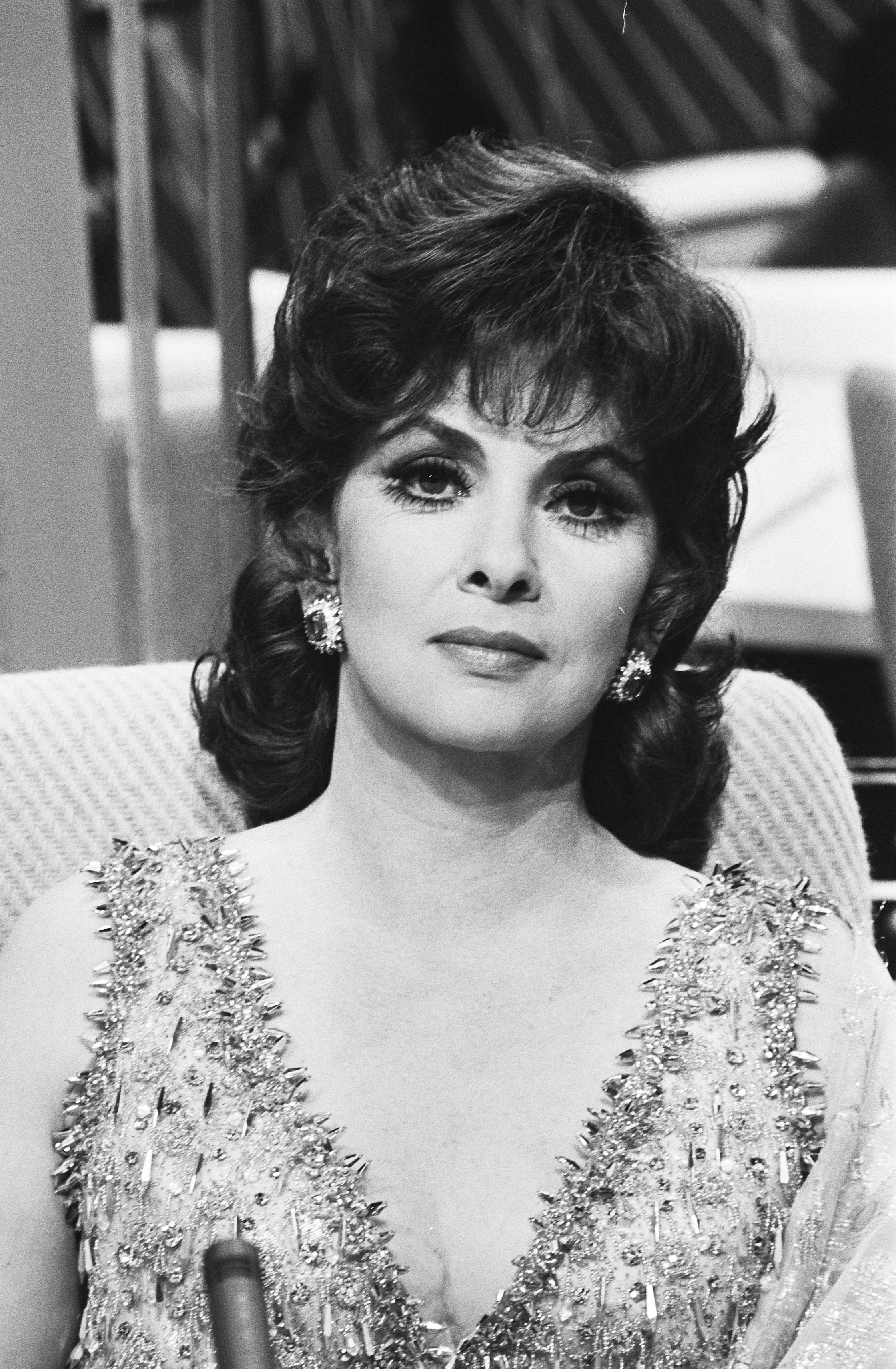
Lollobrigida en 1979.

En esta época se embarcó en la que llegaría a ser una exitosa carrera de fotógrafa de prensa. Entre otras, tomó instantáneas de Paul Newman, Audrey Hepburn, Salvador Dalí y de la selección de fútbol de Alemania Federal, y llegó a tener una entrevista periodística en exclusiva con Fidel Castro. En 1973 se publicó en Italia Mia una colección de sus trabajos.
Se dedicó a otros intereses, incluyendo la escultura. En 1978, hizo gala de su madura belleza siendo miembro del jurado en el XIX Festival Internacional de la Canción de Viña del Mar, en el que anunció a Chile como ganador del certamen.

### Reaparición enFalcon Cresty última etapa
Fue en el año 1984 cuando retornó triunfalmente a las pantallas de televisión de Estados Unidos formando parte de algunos capítulos de Falcon Crest en el papel de Francesca Gioberti. Con casi sesenta años de edad, mostró un espléndido estado de forma: en una escena de la serie bailó la tarantela, y por su papel fue nominada a un Globo de Oro a la mejor actriz no protagonista. En realidad, su papel iba a permanecer la mayor parte de los episodios de la cuarta temporada en una sustitución rápida de Sophia Loren, primera elección ya apalabrada para el papel de Francesca. Sin embargo, la negativa de ultimísima hora de Sophia y, ante la obligatoriedad de que el personaje tenía que ser ostensiblemente italiano (cuna de la familia protagonista de la serie) los productores llegaron a negociaciones rápidas con Lollobrigida. Sin embargo, a pesar del despliegue publicitario de la incorporación de Gina como personaje fijo y del enorme guardarropa que se le preparó para la cuarta temporada (en directa competencia a Alexis Carrington de 'Dinastía'), sorprendentemente solamente intervino en cinco episodios. Además, en el sexto episodio en el que su personaje aparece, el de su rápida despedida al aeropuerto, realmente únicamente lo hace entre sombras dentro de una limusina, a pesar de los diálogos que Richard mantiene con ella, el personaje de Francesca se mantiene en silencio para no delatar que estaba interpretado por una extra pues Gina ya había abandonado días antes el set.
En 1986 participó en dos episodios de la igualmente popular serie Vacaciones en el mar (The Love Boat).

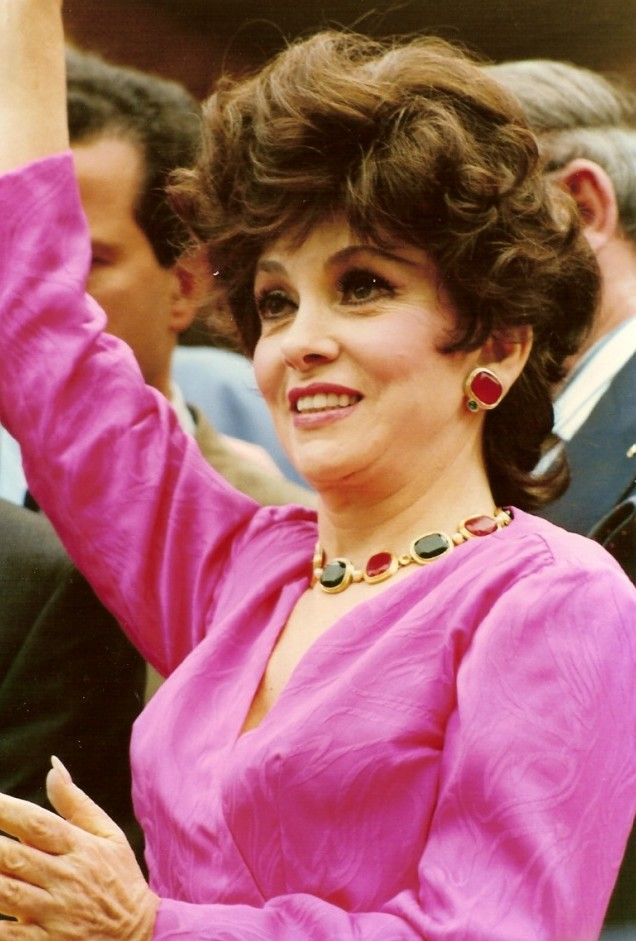
Lollobrigida en 1991.

En 1990 recibe el ASP International Award de American Society of Photographers por su trayectoria en la fotografía. 
Hizo algunas apariciones menores en los años 90 y en 1996 ganó un premio David de Donatello especial en reconocimiento a su carrera. Diez años después ganó otro, en conmemoración al primero que había obtenido cincuenta años antes, en la primera edición de los premios.
En 1999 hizo su incursión en la política, pero no salió bien parada en las elecciones al Parlamento Europeo ya que no logró ninguno de los 87 asientos asignados a Italia. Tuvo además cargos en empresas de cosmética y de moda. Virtualmente retirada de los escenarios, no ha realizado un film desde 1997.
El 16 de octubre de 1999, fue nombrada Embajadora de Buena Voluntad de la Organización de las Naciones Unidas para la Agricultura y la Alimentación (FAO).

### Años posteriores
En octubre de 2006 a la edad de setenta y nueve años, anunció a la revista del corazón española ¡Hola! el romance con el empresario español Francisco Javier Rigau y Rafols, de cuarenta y cinco años entonces, y su intención de casarse a finales de ese año. Explicó que se conocían desde muchos años antes, pues se encontraron en una fiesta en el año 1984, y que tuvieron posteriormente citas en secreto, si bien muchas fuentes pusieron en duda tal afirmación, por la corta edad de Rigau. La fecha de la boda se fijó para el 6 de diciembre de 2006 debido a la presión insistente de los medios, pero luego se suspendió y la relación se rompió, según ellos porque el acoso periodístico la dificultaba.
En enero de 2013, la pretérita relación con Rigau volvía a ser noticia cuando ella desveló una presumible estafa: Rigau había escenificado (ayudado por una impostora caracterizada como Gina) una boda civil en Barcelona. Con tan rocambolesco plan Rigau pretendería (si las acusaciones son ciertas) ganarse la condición de heredero de la actriz. Según explicaron varios medios de comunicación, años antes Rigau había conseguido que Lollobrigida firmase (mediante engaño) unos papeles que formalizaban la boda o al menos unos poderes para heredar. El 9 de mayo de 2014, la actriz acudió a testificar a un juzgado de Barcelona, donde reiteró que en ningún momento había formalizado una unión matrimonial con Rigau y exigió que se efectuasen pruebas caligráficas. 
En febrero de 2018, con noventa años, fue reconocida con una icónica estrella a su nombre en el Paseo de la fama de Hollywood.
En 2021, su hijo comenzó una guerra por su fortuna al alegar que su madre «carecía de plenas facultades» para llevar su ingente patrimonio. Pero en agosto de 2022, a los noventa y cinco años, Gina anunció presentarse a las elecciones italianas por un partido antisistema y euroescéptico. La actriz buscaba un escaño en el Senado en las elecciones del 25 de septiembre, asegurando estar cansada de los políticos que solo discutían y no llegaban a nada, y explicando que Gandhi era su inspiración.

### Muerte
El 16 de enero de 2023, Lollobrigida falleció en Roma a los 95 años de edad. Fue enterrada en su ciudad natal, Subiaco, Lacio.

## Filmografía

### Películas
- 1946:
  - Águila negra (Aquila nera, 1946), que es una adaptación de la novela de Aleksandr Pushkin El bandido Dubrovski (Дубровский), escrita en 1832 y publicada en 1841;[23] la película fue dirigida por Riccardo Freda.
  - Lucía de Lammermoor (Lucia di Lammermoor), adaptación dirigida por Piero Ballerini de la ópera homónima; Lollobrigida no figura en el elenco oficial.
- 1947:
  - L'elisir d'amore, adaptación dirigida por Mario Costa de la ópera homónima.
  - El delito de Giovanni Episcopo (Il delitto di Giovanni Episcopo), de Alberto Lattuada
  - Il segreto di Don Giovanni, de Camillo Mastrocinque.
  - A Man About the House, de Leslie Arliss.
- 1948:
  - Follie per l'opera, de Mario Costa.
  - Pagliacci, adaptación dirigida por Mario Costa de la ópera homónima; Lollobrigida encarnó al personaje de Nedda, esposa de Canio.

- 1949:

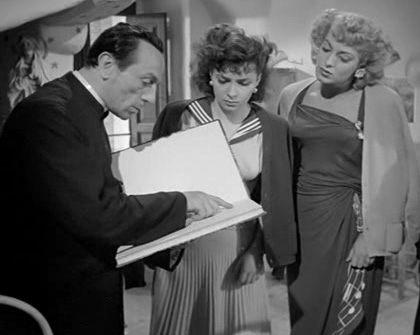
Fotograma de la película de 1949 Campane a martello, de Luigi Zampa: Eduardo De Filippo, Gina Lollobrigida e Yvonne Sanson (1926 - 2003).

  - Campane a martello, de Luigi Zampa.
  - La sposa non può attendere, de Gianni Franciolini.
- 1950:
  - Miss Italia, de Duilio Coletti.
  - Cuori senza frontiere, de Luigi Zampa.
  - Alina, de Giorgio Pàstina.
  - Vida de perros (Vita da cani), de Mario Monicelli y Steno.
- 1951:
  - La ciudad se defiende (La città si difende), de Pietro Germi.
  - Enrico Caruso, leggenda di una voce, película sobre el tenor italiano; fue dirigida por Giacomo Gentilomo.
  - A Tale of Five Cities, o Passaporto per l'oriente (en los Estados Unidos, A Tale of Five Women), película de seis episodios, con distinto director cada uno; Gina Lollobrigida y Marcello Mastroianni tuvieron pequeños papeles en el primer episodio, titulado Roma (Rome) y dirigido por Romolo Marcellini.
  - Atención, ¡bandidos! (Achtung! Banditi!), de Carlo Lizzani.
  - Amor non ho... però... però, de Giorgio Bianchi.

- 1952:

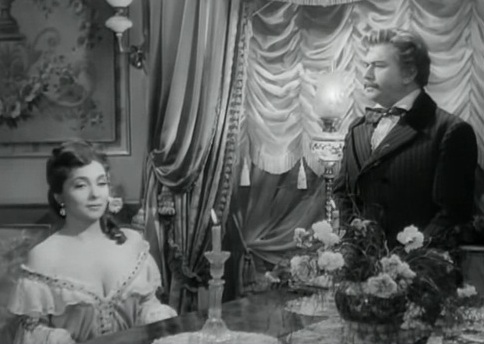
Gina Lollobrigida y Gino Cervi en un fotograma de Moglie per una notte (1952).

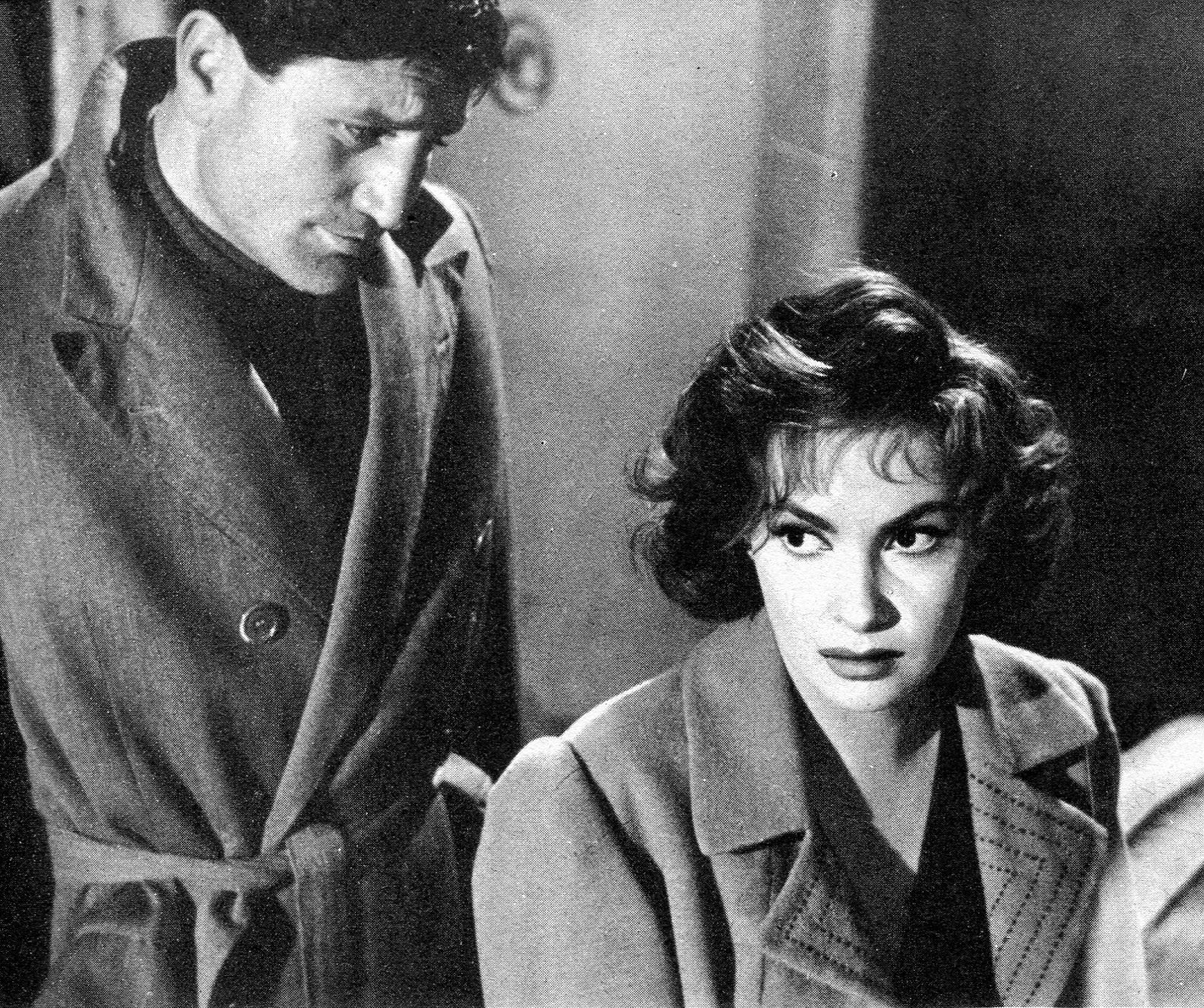
Con Renato Tontini en la película de 1954 La romana.

  - Moglie per una notte, de Mario Camerini.
  - Fanfan la Tulipe, de Christian-Jaque.
  - Altri tempi - Zibaldone n. 1, película de episodios dirigida por Alessandro Blasetti; Lollobrigida actúa en el noveno, que es el último y se titula Il processo di Frine.
  - Les Belles de nuit o Le belle della notte, de René Clair.
- 1953:
  - Le infedeli, de Mario Monicelli y Steno.
  - La provinciale, de Mario Soldati.
  - Pan, amor y fantasía (Pane, amore e fantasia), de Luigi Comencini.
  - La burla del diablo (Beat the Devil), de John Huston.
  - Boum sur Paris, de Maurice de Canonge.
- 1954:
  - El gran juego (Le grand jeu), de Robert Siodmak.
  - Espadas cruzadas (Crossed Swords o Il maestro di Don Giovanni), de Milton Krims.
  - La romana, que es adaptación de la novela homónima de 1947, escrita por Alberto Moravia; la película fue dirigida por Luigi Zampa.
  - Pan, amor y celos (Pane, amore e gelosia), de Luigi Comencini.

- 1955:

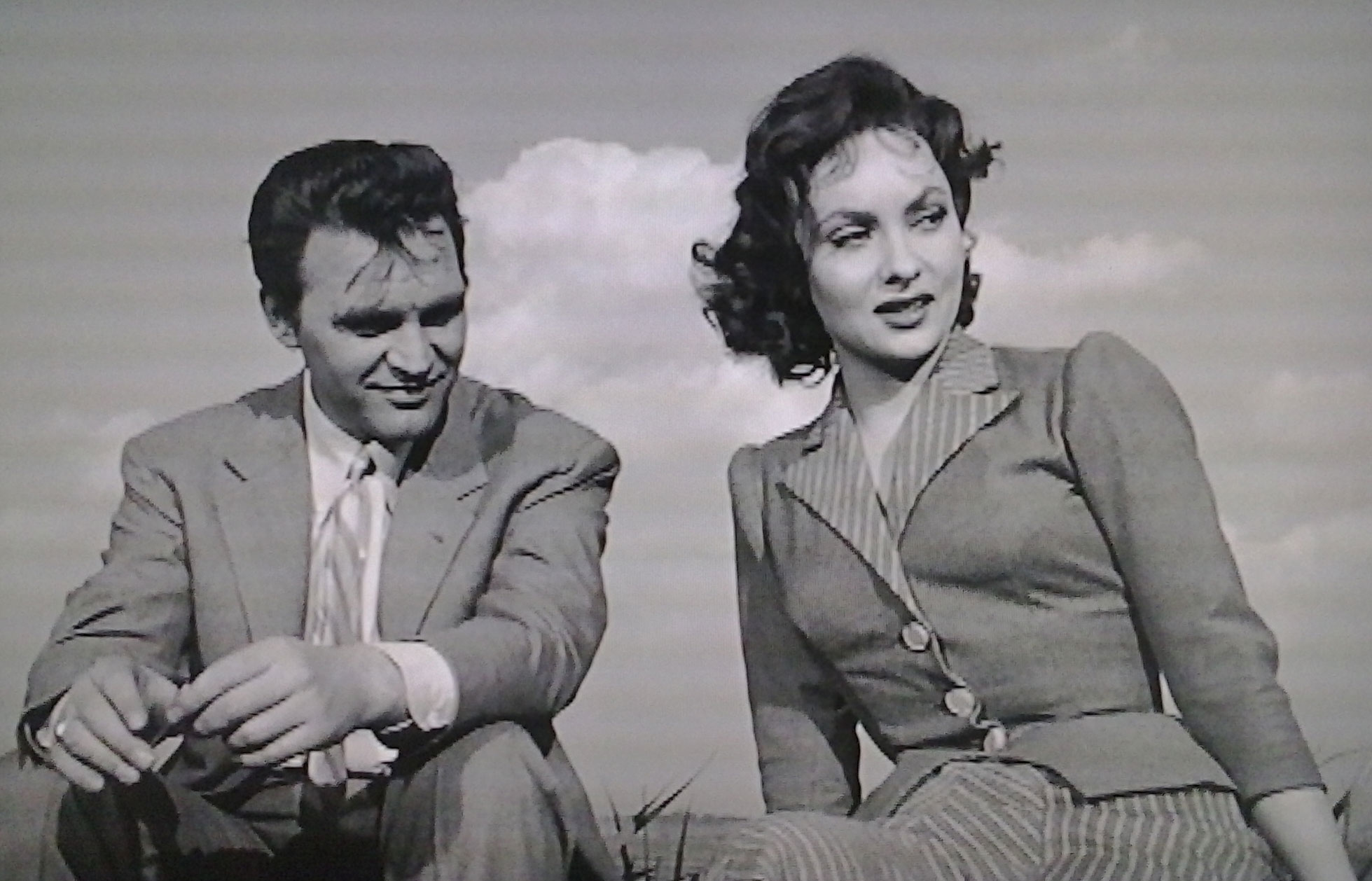
Con Franco Fabrizi en Woman of Rome (1954).

  - La mujer más guapa del mundo (La donna più bella del mondo), de Robert Z. Leonard, que trata de la vida de la vedette, soprano y actriz cinematográfica Lina Cavalieri.[13]

- 1956:

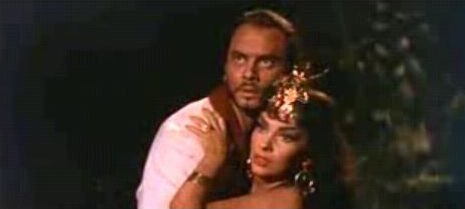
Yul Brynner y Gina Lollobrigida en un fotograma del reclamo de la película Salomón y la reina de Saba (1959).

  - Trapecio (Trapeze), de Carol Reed.
- 1957:
  - Nuestra Señora de París (Notre Dame de Paris), que es adaptación de la novela homónima escrita por Victor Hugo; la película fue dirigida por Jean Delannoy.
- 1958:
  - Ana de Brooklyn (Anna di Brooklyn), de Vittorio De Sica y Carlo Lastricati.
- 1959:
  - La ley (La legge), de Jules Dassin.
  - Salomón y la reina de Saba (Solomon and Sheba), de King Vidor.
  - Cuando hierve la sangre (Never So Few), de John Sturges.

- 1961:

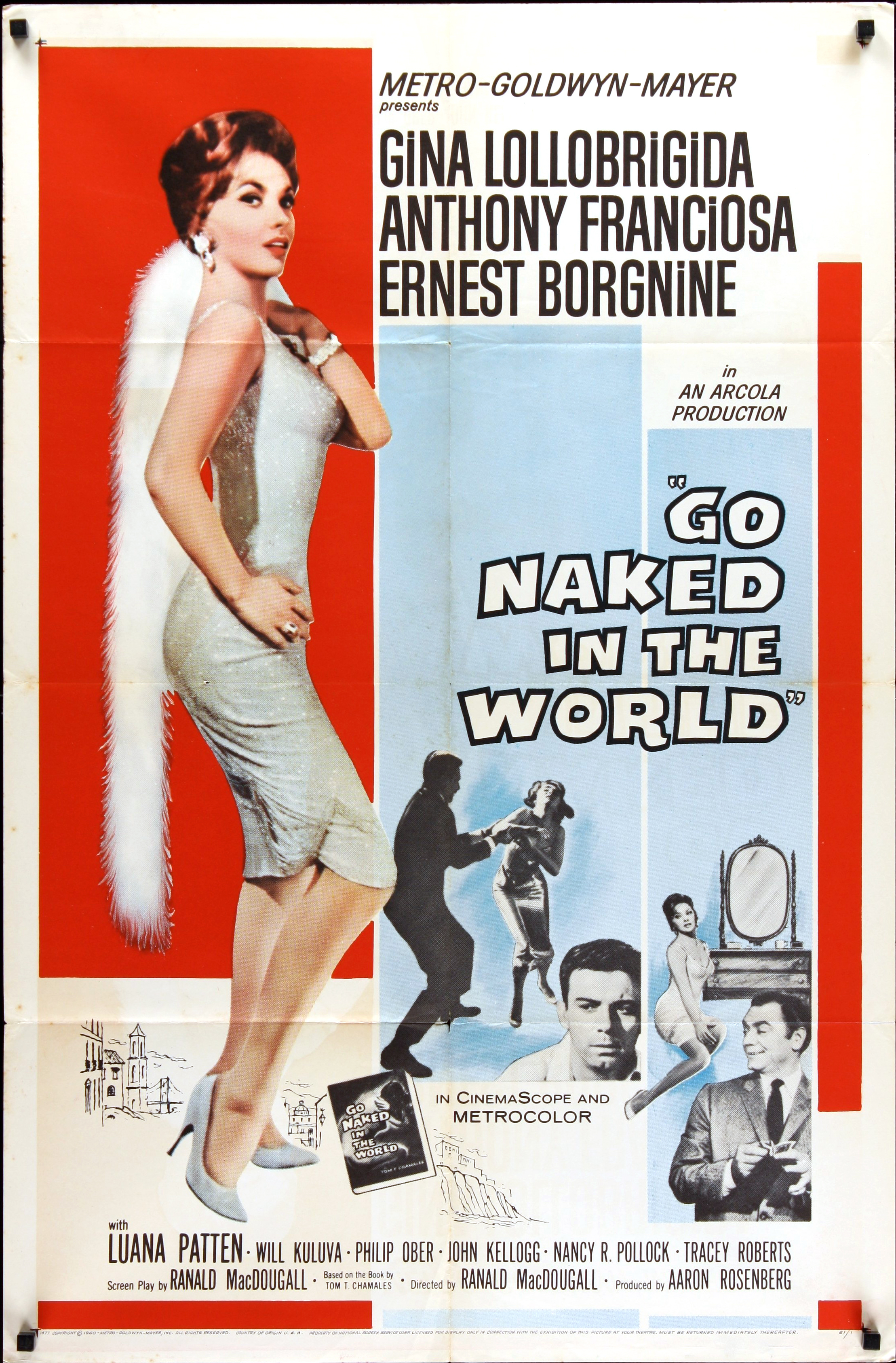
Cartel de Reynold Brown para Desnuda frente al mundo (1961).

  - Desnuda frente al mundo (Go Naked in the World), de Ranald MacDougall.
  - Cuando llegue septiembre (Come September), de Robert Mulligan.
- 1962:
  - La belleza de Hipólita (La bellezza di Ippolita), de Giancarlo Zagni.
  - Venere imperiale, de Jean Delannoy.
- 1963:
  - Mare matto, de Renato Castellani.
- 1964:
  - La mujer de paja (Woman of Straw), de Basil Dearden.
- 1965:
  - Las cuatro muñecas (Le bambole), película de episodios; Lollobrigida actúa en el cuarto y último: Monsignor Cupido, dirigido por Mauro Bolognini.
  - Beldades nocturnas (Les Belles de Nuit) de René Clair.
  - Habitación para dos (Strange Bedfellows), de Melvin Frank.
- 1966:
  - Yo, yo, yo... y los demás (Io, io, io... e gli altri), de Alessandro Blasetti.
  - Hotel Paradiso, de Peter Glenville.
  - Los sultanes (Les Sultans), de Jean Delannoy.
  - Los placeres de la noche (Le piacevoli notti notti), de Armando Crispino y Luciano Lucignani.
- 1967:
  - Cervantes, película que fantasea sobre la juventud de Miguel de Cervantes: el personaje del escritor (interpretado Horst Buchholz) tiene una relación con una prostituta (interpretada por Gina Lollobrigida); de la dirección se encargó Vincent Sherman.
  - Dos menos uno, tres (La morte ha fatto l'uovo), de Giulio Questi.
- 1968:
  - Cerveza para todos (The Private Navy of Sgt. O'Farrell), de Frank Tashlin.
  - Stuntman, de Marcello Baldi.
  - Un bellissimo novembre, de Mauro Bolognini.
- 1968:
  - Buona Sera, Mrs. Campbell, de Melvin Frank.

- 1971:
  - El hombre de Río Malo (Bad Man's River), de Eugenio Martín.
- 1972:
  - King, Queen, Knave, de Jerzy Skolimowski.
- 1973:
  - No encontré rosas para mi madre, de Rovira-Beleta.
- 1995:
  - Las cien y una noches (Les cent et une nuits de Simon Cinéma), de Agnès Varda.
- 1997:
  - XXL, de Ariel Zeitoun.
- 2011:
  - Box Office 3D - Il film dei film, de Ezio Greggio: se ve a Gina Lollobrigida en un cameo.

### Televisión
- 1972:
  - Miniserie Las aventuras de Pinocho (Le avventure di Pinocchio), basada en la novela homónima escrita por Carlo Collodi: en esta adaptación, dirigida por Luigi Comencini y transmitida por primera vez por la RAI, Gina Lollobrigida encarnó al Hada Azul.
- 1984:
  - Serie Falcon Crest: Lollobrigida intervino en 5 episodios interpretando el personaje de Francesca Gioberti.
- 1985:
  - Telefilme El engaño (Deceptions), dirigido por Robert Chenault y Melville Shavelson.
- 1986:
  - Serie The Love Boat: Lollobrigida intervino en 2 episodios.
- 1988:
  - Miniserie La romana, que es adaptación de la novela de Alberto Moravia que ya había sido llevada al cine; esta versión televisiva fue dirigida por Giuseppe Patroni Griffi.
- 1996:
  - Telefilme Una donna in fuga, de Roberto Rocco.